# 김종운 (1929년)
김종운(金鍾云, 1929년 10월 15일 ~ 2000년 3월 16일)은 대한민국의 교수이자 영문학자로 제19대 서울대학교 총장을 지냈다. 본관은 연안.

## 생애
경성부에서 태어나 경기고등학교와 1957년 서울대학교 문리과대학 영어영문학과를 졸업했고 1962년 뉴욕 주립 대학교에서 석사 학위를 받았다. 1963년 ~ 1965년에는 서울대학교 어학연구소에서 전임강사와 조교수를 맡았고, 1965년 ~ 1967년에는 성균관대학교 문과대학 조교수, 1967년 ~ 1975년 서울대학교 문리과대학 조교수와 부교수를 역임했다. 1975년 ~ 1976년에는 서울대학교 영어영문학과 부교수, 1976년 ~ 1995년에는 서울대학교 인문대학 영어영문학과 교수, 1991년 ~ 1995년에는 제19대 서울대학교 총장을 역임했다.

## 총장 직선제 도입 배경
1991년, 서울대학교는 총장직선제를 도입했다. 대학 자율화 분위기에 따라, 학교를 대표하는 총장후보를 정하는 데 있어서, 서울대 교수들에 의해 직접선거가 치러졌다. 당시 노태우 대통령은, 직선 결과, 최다 득표를 한, 김종운 영문과 교수를 총장으로 임명했다. 김종운은 초대 직선 총장이었을 뿐만 아니라 1975년 서울대학교가 관악캠퍼스로 이전할 당시 기획관리실장을 맡는 등 해방 이후 서울대학교의 발전 역사를 함께한 인물로 평가받았다. 서울대학교 총장 직선제는 제25대 총장까지 유지된 이후 2014년 제26대 성낙인 총장 임명 때에는 총장추천위원회를 거쳐 이사회가 추천하고 대통령이 임명하는 간접선거 방식으로 변경되었다.

## 저서
- 《현대미국소설론 : 두세계 사이에서》(서울대학교 출판부, 1992년)

## 같이 보기
- 서울대학교 총장 목록

| 전임 조완규 | 제19대 서울대학교 총장 1991년 8월 14일 ~ 1995년 2월 28일 | 후임 이수성 |